# Guido Barilla
Guido Maria Barilla (* 30. Juli 1958 in Parma (Anm.)) ist ein italienischer Unternehmer der Lebensmittelindustrie. Er ist Vorstandsvorsitzender des international agierenden Teigwarenherstellers Barilla. 

## Leben
Guido Barilla ist der Sohn von Pietro Barilla junior, einem Enkel des  gleichnamigen Unternehmensgründers. Er hat drei Geschwister: Luca, Paolo und Emanuela, alle haben Aufgaben im Familienunternehmen übernommen.
Guido Barilla besuchte in Parma das Gymnasium, studierte dann Philosophie. 1982 trat er in die Tochtergesellschaft Barilla France des Familienunternehmens ein. Ab 1984 erweiterte er seine Kenntnisse durch Tätigkeiten bei verschiedenen Lebensmittelunternehmen in den Vereinigten Staaten. Nach seiner Rückkehr war er für die internationale Expansion der Unternehmensgruppe Barilla zuständig und erhielt einen Sitz im Aufsichtsrat der Barilla Holding. 1988 wurde er stellvertretender Vorsitzender im Vorstand der Holding, seit dem Tod seines Vaters 1993 ist er deren Präsident. Ebenso ist er Präsident des Kernunternehmens der Barilla-Gruppe, der Aktiengesellschaft "Barilla G. e R. fratelli". Ab dem Jahr 2000 war er für zwei Jahre Beauftragter für Bildung und Erziehung beim italienischen Arbeitgeberverband Confindustria.
Im Jahr 2013 führte Guido Barilla ein Interview mit dem italienischen Sender Radio24, dessen Betreiber mehrheitlich in Besitz der Confindustria ist. Er sagte darin, das Unternehmen werde niemals Werbung mit Homosexuellen schalten und wenn ihnen das nicht gefalle, sollten sie eben Nudeln anderer Hersteller kaufen. Diese Stellungnahme führte zu internationalen Protesten und Boykottaufrufen. Daraufhin stellte er klar, er denke zwar anders als Homosexuelle, respektiere sie und auch Schwulenehen, aber Werbe-Zielgruppe seines Unternehmens sei jedoch die klassische Familie, in der die Frau eine fundamentale Rolle habe.
In seiner Funktion als Unternehmenschef leitet Guido Barilla auch die familieneigene Sammlung moderner Kunst, die bereits Pietro Barilla begründete (nicht zu verwechseln mit der Porzellansammlung von Giovanni und Gabriella Barilla).
Guido Barilla hat zwei Kinder aus seiner ersten Ehe mit Federica Marchini (Schwester des Polospielers, Unternehmers und Politikers Alfio Marchini) und drei Kinder aus seiner späteren Ehe mit Nicoletta Marassi. Er wohnt zeitweise in der Schweiz.